# Polygaloides paucifolia
Polygaloides paucifolia är en jungfrulinsväxtart som först beskrevs av Carl Ludwig von Willdenow, och fick sitt nu gällande namn av J.R.Abbott. Polygaloides paucifolia ingår i släktet Polygaloides och familjen jungfrulinsväxter. Inga underarter finns listade i Catalogue of Life.